# Институты посвящённой жизни

Институты посвящённой жизни  (лат.  Instituta vitae consecratae) — название церковных организаций или сообществ, учреждённых согласно Каноническому праву Римско-католической церкви. В данных сообществах или организациях верующие принимают на себя определённые формы посвящённой Богу жизни посредством обетов целомудрия, послушания и бедности или других форм инициации, которые существуют в определённом институте посвящённой жизни.
Институты посвящённой жизни делятся на монашеские (ордена и конгрегации) и секулярные (общества апостольской жизни). Члены монашеских орденов и конгрегаций приносят публичные евангельские обеты целомудрия, бедности и послушания и живут совместной общинной жизнью согласно учреждённому уставу. Каноническим правом Католической церкви члены монашеских орденов и конгрегаций причисляются к церковному клиру. Общества апостольской жизни устроены по принципу монашеских орденов и конгрегаций, но при этом для их членов принесение монашеских обетов необязательно.
Членами светских институтов посвящённой жизни могут быть как миряне, так и священнослужители, которые совместно стараются исполнить характерные для определённого церковного сообщества цели. Сообщества светских институтов посвящённой жизни, в отличие от монашеских, характеризуются отсутствием общинной жизни и публичных обетов. Светские институты посвящённой жизни также имеют утверждённый церковными властями устав, согласно которому члены этих сообществ ведут ту или иную деятельность.
Каноническое право Католической церкви выделяет институты посвящённой жизни понтификального права, которые могут быть учреждены Святым Престолом и поэтому они непосредственно подчиняются Римскому папе. Существуют также институты посвящённой жизни епархиального права, учреждённые ординарием определённого диоцеза.

## Источник
- Католическая Энциклопедия, т. II, изд. Францисканцев, М., 2005 г., стр. 287—288, ISBN 5-89208-054-4
- Иоанн Павел II, О посвящённой Богу жизни: Vita consecrata, М., 1998 г.